# Pastel alemán
El pastel alemán es un pastel de chocolate en capas, cubierto y relleno con una mezcla con ralladura de coco y nueces. La cobertura se prepara con un caramelo hecho con yemas de huevo y leche condensada; una vez que el caramelo es cocinado, se agregan el coco y las nueces. Ocasionalmente se puede extender una cobertura de chocolate a los lados y en toda la circunferencia del pastel, lo cual ayuda a sostener el relleno. Como toque especial se pueden añadir unas cerezas al marrasquino.

## Historia
Contrariamente a la creencia popular, este pastel no provino de Alemania, sino de Estados Unidos. El nombre viene del Baker's German's Sweet Chocolate, una barra de chocolate creada en 1852 por Samuel German para la marca Baker's Chocolate. La receta original del pastel alemán fue enviada por un ama de casa de Dallas (Texas) a un periódico local en 1957. El pastel se popularizó y la General Foods —propietaria de la Baker's en aquel tiempo— distribuyó la receta y fotografías del pastel a otros periódicos del país; se dice que sus ventas se incrementaron en un 73 %. La forma que atribuye el origen al pastel se fue desvirtuando en publicaciones subsecuentes, hasta llegar a ser lo que hoy conocemos como «pastel alemán» (German Chocolate Cake).